# Локомотив (стадион, Пловдив)
«Локомотив» — стадион в городе Пловдив Болгарии. Является домашней ареной для футбольного клуба «Локомотив». Входит в состав спортивного комплекса, который также включает крытый спортивный зал и теннисный корт. Первоначально стадион вмещал 24 000 человек, планируется после реконструкции 14 000.

## Название
По клубу «Локомотив». Второе неофициальное название — «Лаута», по
расположению в парке «Лаута».

## История
В 1970-х годах, были построены тренировочные площадки, которые на данный момент входят в состав комплекса.
Сам стадион «Локомотив» был построен в 1980 году, а первый матч принял 6 сентября 1982 года.

### Крупные события
- В 1983 году на стадионе присутствовали 33 000 человек во время матча с «Черноморцем».
- В 2004 году после чемпионства «Локомотива» у стадиона обрушилась северо-западная трибуна.

### Реконструкция
- В 2010 году был начат капитальный ремонт: реконструированы трибуны, раздевалки и помещения для прессы.
- В 2013 году установлены электрические прожекторы[3].
- В 2019 году проведён ремонт для соответствия стандартам УЕФА, добавлены новые места и улучшена инфраструктура.
- В 2021 году началось строительство новой трибуны «Бесси», планируемая вместимость стадиона — 14 000 человек после завершения всех работ.

## Интересные факты
- В 2019 году «Локомотив» провёл свой первый матч в еврокубках на этом стадионе, обыграв словацкий «Спартак Трнава» 2:0.